# Xylotrupes pauliani
Xylotrupes pauliani es una especie de escarabajo rinoceronte del género Xylotrupes, familia Scarabaeidae. Fue descrita científicamente por Silvestre en 1997.
Se distribuye por la región oriental. Habita en Indonesia (isla de Sumatra). Mide aproximadamente 25-40 milímetros de longitud.